# Distrito de Celldömölk
El distrito de Celldömölk (húngaro: Celldömölki járás) es un distrito húngaro perteneciente al condado de Vas.
En 2013 tiene 24 787 habitantes. Su capital es Celldömölk.

## Municipios
El distrito tiene 2 ciudades (en negrita) y 26 pueblos.
Ciudades
- Celldömölk
- Jánosháza

Pueblos
- Boba
- Borgáta
- Csönge
- Duka
- Egyházashetye
- Karakó
- Keléd
- Kemeneskápolna
- Kemenesmagasi
- Kemenesmihályfa
- Kemenespálfa
- Kemenessömjén
- Kemenesszentmárton
- Kenyeri
- Kissomlyó
- Köcsk
- Mersevát
- Mesteri
- Nagysimonyi
- Nemeskeresztúr
- Nemeskocs
- Ostffyasszonyfa
- Pápoc
- Szergény
- Tokorcs
- Vönöck